# 桃生津山インターチェンジ
桃生津山インターチェンジ（ものうつやまインターチェンジ）は、宮城県石巻市桃生町倉埣にある三陸沿岸道路のインターチェンジである。

## 概要
当インターチェンジは当初の建設予定にはなく、元々は桃生北PA（仮称）というパーキングエリアの予定だった。その後、インターチェンジ併設の形に変更され、 正式名称の決定を経た後、 2007年（平成19年）6月9日、河北IC - 桃生津山IC間の開通にあわせてインターチェンジが先行する形で供用された。
諸事情によりパーキングエリアの方は建設されなかったが、当初の予定では登米ICまでの開通にあわせて約6000m2の広さのPAを設置、国土交通省がトイレと四十三台分の駐車場を作り、桃生町（現：石巻市）がその一画（約900m2）に4500-4600万円をかけて物産販売所、休憩所、道路観光紹介所を併設する計画だった。

## 道路

### 本線
- E45 三陸沿岸道路（14番）
  - 桃生登米道路

### 接続道路
- 宮城県道61号涌谷津山線
  - 国道45号・国道342号 登米市津山町（柳津）方面への中継道路

## 料金所
無料区間のためなし。

## 周辺
- 道の駅津山 もくもくランド

## 隣
E45 三陸沿岸道路
(13) 桃生豊里IC - (14) 桃生津山IC - (15) 登米IC